# Werkbahn der Westfalenhütte
| Werkbahn der Westfalenhütte | Werkbahn der Westfalenhütte |
| --------------------------- | --------------------------- |
| Streckenlänge:              | 147,4 km                    |
| Spurweite:                  | 1435 mm (Normalspur)        |
| Stromsystem:                | 600 =                       |
|                             |                             |

Die Werkbahn der Westfalenhütte  war eine normalspurige Werk- und Anschlussbahn des Eisen- und Stahlwerkes Hoesch (Westfalenhütte) die ihren Betrieb zum 31. Mai 1874 aufnahm, nachdem das Werk bereits seit dem 1. September 1871 existierte.

## Geschichte
Die bereits zuvor eröffnete Schmalspur-Werkbahn der Westfalenhütte blieb organisatorisch der Maschinenabteilung des Werkes unterstellt. Die schmalspurige und die normalspurige Werkbahn der Westfalenhütte existierten somit in ihrer Betriebsführung weitgehend unabhängig nebeneinander als Teile der Hoesch-Eisenbahnen. Dies änderte sich erst mit ihrer gemeinsamen Übernahme durch die Dortmunder Eisenbahn zum 1. Januar 1980. Der Hauptzweck der Bahn bestand neben der Abwicklung des Transports zwischen den einzelnen Werksteilen in dem Anschluss an das Netz der Köln-Mindener Eisenbahn und der späteren Deutschen Reichsbahn. Durch einen im Januar 1878 abgeschlossenen Vertrag mit der Dortmund-Gronau-Enscheder Eisenbahn-Gesellschaft, die gegen Ende des Jahres 1874 die Strecke von Dortmund-Ost nach Lünen-Nord eröffnet hatte, erhielt das Werk an seiner westlichen Seite in Richtung des Bahnhofes Eving einen zweiten Gleisanschluss.:186
Durch die Fusion der Dortmunder Hüttenunion mit der Hoesch AG im Jahre 1966 mussten drei im Verbund arbeitende Werke durch die Regelspur miteinander vernetzt werden.:196 Zugleich wurde für alle Eisenbahnen der Westfalenhütte ein neues Nummernschema eingeführt. Schließlich erfolgte im Jahre 1980 die Übernahme durch die Dortmunder Eisenbahn, in deren Folge das Nummernschema für die übernommenen Schienenfahrzeuge erneut geändert wurde. Mit der Stilllegung und dem Abbau der Hochöfen, der Sinteranlage und weiterer Werksteile ab 2001 hat sich die Aufgabe der früheren Werk- und Anschlussbahn tiefgreifend verändert. Dennoch existieren weite Teile der Bahn im Netz der heutigen Dortmunder Eisenbahn fort bzw. sind in ihr aufgegangen.
Das im historischen Portierhaus der Westfalenhütte beheimatete Hoesch-Museum zeigt in seiner Dauerausstellung einige historische Fotografien und Modelle der Werkbahn und der durch sie erschlossenen Werksteile. Seit der Neugestaltung der Dauerausstellung im Jahre 2017 gibt es einen eigenen Bereich zum Thema Rüstung, Zwangsarbeit und kriegsbedingte Zerstörung. Im Bereich der Werkbahn wurden Zwangsarbeiter insbesondere zur Beseitigung von Bombenschäden an den Gleisanlagen eingesetzt. So zeigt eine Aufnahme Zwangsarbeiter oder KZ-Häftlinge gemeinsam mit einer Schmalspur-Dampflok, wohl Hoesch Nr. 16 bei der Reparatur von normalspurigen Gleisen der Werkbahn. Außerdem beleuchtet die Ausstellung nun auch die Biographie von Albert Ganzenmüller, einem der maßgeblich Verantwortlichen für die Organisation der Deportationszüge in die Vernichtungslager bei der Deutschen Reichsbahn und im Reichsverkehrsministerium. Nach 1945 entzog er sich seiner Verantwortung durch Flucht nach Argentinien, beriet die dort verstaatlichte Eisenbahn und konnte 1955 unbehelligt nach Deutschland zurückkehren, um fortan als „Transportfachmann“ für die Eisenbahnabteilung der Hoesch AG tätig zu werden. Trotz seiner Beteiligung am Massenmord und wiederholt wegen Beihilfe zum Mord gegen ihn geführter Ermittlungen, blieb er bis zu seiner regulären Pensionierung im Jahre 1968 als Transportingenieur in verantwortlicher Stellung bei der Eisenbahnabteilung der Hoesch AG beschäftigt.

## Streckennetz
Der Bau des Schienennetzes wurde zum Zeitpunkt der Betriebsgründung um 1874 begonnen. Als erstes Triebfahrzeug befuhr eine von Hoesch im Eigenbau 1877 hergestellte Dampflokomotive das neu entstandene Schienennetz. Mit Datum vom 30. April  1885 wurden die Kosten für die Beschaffung einer zweiten Normalspur-Dampflok bei Henschel in Höhe von 12.250 Mark abgerechnet. Wie einem Börsenprospekt aus dem Jahre 1895 zu entnehmen ist, betrug die Streckenlänge des Normalspurnetzes zu dieser Zeit lediglich 11 Kilometer.:190 Durch zahlreiche Erweiterungen belief sich die Streckenlänge um 1950 bereits auf beachtliche 123,9 Kilometer mit 647 verbauten Weichen. Bis Ende 1957 wurde das Netz noch einmal auf 147,4 Kilometer erweitert und die Anzahl der Weichen stieg auf 788.:189, 195 Weitere umfangreichere Aus- und Umbauten erfolgten bis in die jüngste Zeit hinein.

## Bahngebäude
Aus den Unterlagen zum Geschäftsjahr 1885/86 ergibt sich, dass für 309,10 Mark ein „Bahnwärterhäuschen“ errichtet wurde, wobei unklar ist, ob dieses der Normal- oder der Schmalspur dienen sollte.:189
Außerdem gab es noch eine Lok- bzw. Hauptwerkstatt mit vorgelagerter Schiebebühne die der Reparatur sowohl von Schmal- wie auch von Normalspurfahrzeugen diente.

## Fahrzeuge

### Dampflokomotiven
Die Dampflokomotiven für die Normalspur der Westfalenhütte wurden von den Firmen Henschel, Arnold Jung Lokomotivfabrik, Krupp und der Aktiengesellschaft für Lokomotivbau Hohenzollern geliefert.
Bis 1945 gab es nominal 30 normalspurige Dampflokomotiven. Mindestens sieben Dampflokomotiven erfuhren bis 1963 eine zweite Besetzung, so dass zwischen 1877 und 1963 insgesamt mindestens 37 verschiedene, normalspurige Dampflokomotiven auf der Westfalenhütte zum Einsatz kamen. Bei der ersten, ab 1877 im Werk zur Verfügung stehenden Dampflok handelte es sich noch um einen Eigenbau unter Verwendung eines Kessels von Henschel. Auffällig sind die in der NS-Zeit im Zuge der „Kriegswirtschaft“ neu oder gebraucht „beschafften“ Maschinen.
Im Zuge der Einführung der Dieseltraktion auf der Normalspur ab 1954 wurden die für die Dampflokomotiven vergebenen Betriebsnummern 1–30 teilweise von neu beschafften Diesellokomotiven zum zweiten oder dritten Mal besetzt. 1958/59 waren noch 22 Dampflokomotiven im Einsatz, darunter jene mit den Betriebsnummern 1, 2, 3, 6, 8, 11, 16 und 19.:1 Bis zum Mai 1963 wurden die letzten sechs noch in Betrieb befindlichen Dampflokomotiven der Westfalenhütte ausgemustert.
Für 31 der ehemals mindestens 37 werkseigenen, normalspurige Dampflokomotiven, die im Lauf von 86 Jahren auf der Westfalenhütte zum Einsatz kamen, lassen sich die folgenden Lebensläufe ermitteln:
| Nr.                                                          | Bauart    | Hersteller                            | Typ                    | Baujahr | Fabriknummer     | bei der Hoesch AG in Betrieb seit | bei der Hoesch AG in Betrieb bis | Foto |
| ------------------------------------------------------------ | --------- | ------------------------------------- | ---------------------- | ------- | ---------------- | --- | --- | ---- |
| 1                                                            | Cn2t      | Hoesch, Kessel von Henschel           | Eigenbau               | 1877    | (1)/922 (Kessel) | neu | + 1959–1963, Verbleib unbekannt |      |
| 2                                                            | Bn2t      | Henschel                              | Bonifacius             | 1885    | 2132             | neu | + 1959–1963, Verbleib unbekannt |      |
| 3?                                                           | Bn2t      | Jung                                  | ?                      | 1885    | 3                | neu | + 1959–1963, Verbleib unbekannt |      |
| 6                                                            | Bn2t      | Jung                                  | ähnl. pr. T 2          | 1896    | 247              | neu | + 1961, Verbleib unbekannt |      |
| 7                                                            | Bn2t      | Jung                                  | ähnl. pr. T 2          | 1896    | 253              | neu | + vor 1963, Verbleib unbekannt |      |
| 8?                                                           | Cn2t      | Jung                                  | Lenz T 3 b             | 1897    | 305              | neu | + vor 1963, Verbleib unbekannt |      |
| 9?                                                           | Cn2t      | Jung                                  | Lenz T 3 b             | 1899    | 365              | neu | + vor 1963, Verbleib unbekannt |      |
| 10?                                                          | Bn2t      | Jung                                  | pr. T 2 wie Nr. 6 u. 7 | 1907    | 1165             | neu | + vor 1963, Verbleib unbekannt |      |
| 11? (ex Bay 5006/71 206)                                     | 1'B1' h2t | Krauss                                | Pt 2/4 H               | 1907    | 5641             | 29.06.1943 | + 1959–1963, Verbleib unbekannt |      |
| 15                                                           | Cn2t      | Henschel                              | Thüringen              | 1911    | 10755            | neu | + 1959-63, Verbleib unbekannt |      |
| 16                                                           | Cn2t      | Henschel                              | Thüringen              | 1912    | 11025            | neu | + nach 17. April 1959, 19xx als Schrottlok an Sachtleben AG für Bergbau und chemische Industrie, Köln, Werk Homberg (Niederrhein) „3“, Verbleib unbekannt |      |
| 17                                                           | Cn2t      | Henschel                              | Thüringen              | 1912    | 11577            | neu | + 1959-63, Verbleib unbekannt |      |
| 18                                                           | Cn2t      | Henschel                              | Thüringen              | 1912    | 11578            | neu | + 1959-63, Verbleib unbekannt |      |
| 19                                                           | Cn2t      | Henschel                              | Bismarck               | 1914    | 13066            | neu | + nach 17. April 1959–1963, Verbleib unbekannt |      |
| 20                                                           | Cn2t      | Henschel                              | Bismarck               | 1914    | 13074            | neu | + 1959–63, Verbleib unbekannt |      |
| ?                                                            | Cn2t      | Henschel                              | Thüringen              | 1914    | 12923            | neu | + 1959-63, Verbleib unbekannt |      |
| ?                                                            | Bn2t      | Henschel                              | Riebeck                | 1922    | 18983            | neu | + 1959-63, Verbleib unbekannt |      |
| 21 (21"?, 19?, ex WLE 85)                                    | Cn2vt     | Borsig                                | ?                      | 1909    | 7170             | 1936 über Erich am Ende von WLE erworben | + 1950–63, Verbleib unbekannt |      |
| 22 (22"?, ex 92 918)                                         | Dn2t      | Jung                                  | DRG 92                 | 1922    | 3384             | XX.05.1937, 22.01.1923 neu an „Bauinspektion für Zollausschlussgebiet und Holzhafen“, Bremen „24“; 13.09.1930 DRG „92 918“ (Einreihung in das Nummernschema der DRG aufgrund Übernahme der Betriebsführung) | + 1957–63, Verbleib unbekannt |      |
| 26 (ex K.W.St.E. 891, ex 89 401)                             | Cn2t      | K.Wü.St.                              | württ. T3              | 1912    | 12               | 13.09.1940, 1912 neu an K.W.St.E., K.W.St.E. „891“; 01.04.1920 DR „891“; 31.08.1924 DRG „891“; 03.06.1925 DRG „89 401“; 02.02.1937 DRB „89 401“ | + 1948–49, Verbleib unbekannt |      |
| 27 (ex K.W.St.E. 892, ex 89 402)                             | Cn2t      | MGH                                   | württ. T3              | 1912    | 570              | 13.09.1940, 1912 neu an K.W.St.E., K.W.St.E. „892“; 01.04.1920 DR „892“; 31.08.1924 DRG „892“; 03.06.1925 DRG „89 402“; 02.02.1937 DRB „89 402“ | + 1951–55, Verbleib unbekannt |      |
| 28                                                           | Dt        | Henschel/Krenau-Werke/FABLOK Chrzanow | Oberschlesien          | 1941    | 971              | neu | + vor 1963, Verbleib unbekannt |      |
| 29                                                           | Dt        | Henschel/Krenau-Werke/FABLOK Chrzanow | Oberschlesien          | 1941    | 972              | neu | + vor 1963, Verbleib unbekannt |      |
| 30                                                           | Dt        | Henschel/Krenau-Werke/FABLOK Chrzanow | Oberschlesien          | 1941    | 973              | neu | + 1949, an Polen restituiert |      |
| 4" (ex "1746 Cöln linksrh.", ex "1746 Cöln", ex "6109 Cöln") | Cn2t      | Henschel                              | pr. T3                 | 1884    | 1775             | 19XX, 1884 neu an KED Cöln linksrheinisch - Königlich Preußische und Großherzoglich Hessische Staatseisenbahn, „1746 Cöln linksrh.“; 1895 KED Cöln linksrheinisch - Königlich Preußische und Großherzoglich Hessische Staatseisenbahn, „1746 Cöln“; XX.05.1906 KED Cöln linksrheinisch - Königlich Preußische und Großherzoglich Hessische Staatseisenbahn, Umzeichnung in „6109 Cöln“ | + 1948–49, Verbleib unbekannt |      |
| 5"                                                           | Cn2t      | Hohenzollern                          | Leverkusen II          | 1929    | 4578             | neu | + vor 1963, 2000 Herne-Wanne vorhanden |      |
| 8" („Jumbo“)                                                 | Cn2t      | Jung                                  | CNTL                   | 1950    | 10852            | neu | + 1959–1963, Verbleib unbekannt |      |
| 9"                                                           | Cn2t      | Jung                                  | CNTL                   | 1952    | 11568            | 03.05.1952, vom Hersteller angemietet und am 22.02.1955 erworben | + 1963, 1965 Hoesch Bergbau AG, Essen-Altenessen „Radbod 5“, Zeche Radbod, Bockum-Hövel „5“; 01.01.1970 RAG - Ruhrkohle AG, BAG Westfalen, Dortmund „D-728“ ++ XX.06.1975 |      |
| 12"                                                          | Cn2t      | Krupp                                 | Hannibal               | 1949    | 2407             | neu, 14.06.1949 | + 1963, 1963-70 Hoesch Bergbau AG, Verbundbergwerk Emil-Fritz, Essen-Altenessen „1“; 1970-74 RAG – Ruhrkohle AG, Zechenbahn- und Hafenbetriebe Ruhr-Mitte, Gladbeck „D-311“; ++ XX.05.1974 [VEM Eisen & Metall AG, Essen] |      |
| 13"                                                          | Cn2t      | Krupp                                 | Hannibal               | 1949    | 2421             | neu, 08.09.1949 | + 1963, 1963-70 Hoesch Bergbau AG, Verbundbergwerk Emil-Fritz, Essen-Altenessen „2“; 1970-71 RAG – Ruhrkohle AG, Zechenbahn- und Hafenbetriebe Ruhr-Mitte, Gladbeck „D-312“; ++ XX.03.1972 |      |
| 26"                                                          | Dn2t      | Henschel                              | D600                   | 1949    | 25722            | neu | + 1963, xx.09.1963-67 Hoesch Bergbau AG, Verbundbergwerk Emil-Fritz, Essen-Altenessen „16“ / Zeche Emil-Emscher, Essen-Altenessen „16“; 1970-73 RAG – Ruhrkohle AG, Zeche Emil-Fritz, Essen-Altenessen „D377“ / RAG, Zeche Alma 1/5, Gelsenkirchen „D377“ / RAG – Ruhrkohle AG, Essen, Zechenbahn- und Hafenbetriebe Ruhr-Mitte, Gladbeck „D 377“ ++ xx.05.1973 [VEM Erz + Stahl, Essen] |      |

### Elektrolokomotiven
Für das Betriebsjahr 1938/39 wird von insgesamt zehn Elektrolokomotiven berichtet, von denen sich eine bereits vor 1914 im Werk befunden habe. Möglicherweise handelt es sich hier um die von Arthur Koppel 1896 gebaute und 1898 zur Akkumulatorenlok umgebaute Schmalspur-Elektrolok ohne Betriebsnummer, die sich aufgrund der zunächst erforderlichen oberirdischen Leitung bei den Hochöfen nicht bewährt haben soll.:190
Zwischen 1914 und 1938 wurden insgesamt neun normalspurige Elektroloks beschafft, die wohl allesamt von der AEG geliefert wurden. Zwischen 1938 und 1942 wurden zwei weitere Elektroloks angeschafft, so dass sich der Bestand auf elf erhöhte. Durch den Zugang einer weiteren Elektrolokomotive (eventuell eine Beutelokomotive) aus Frankreich erhöhte sich der Bestand auf zwölf. 1958/59 verkehrten noch acht Loks, zu denen die Betriebsnummern 33, 41 und 43 gehörten.:1 1965 standen diese acht noch im Betriebsdienst, von denen die letzte bereits 1966 ausgemustert wurde.
| Nr. | Bauart | Hersteller | Typ | Leistung       | Baujahr | Fabriknummer | bei der Hoesch AG in Betrieb bis |
| --- | ------ | ---------- | --- | -------------- | ------- | ------------ | -------------------------------- |
| 2   | B-B-el | ?          | ?   | ?              | ?       | ?            | vor 1966 +                       |
| 7   | D-el   | AEG        | ?   | ?              | 1914–38 | ?            | vor 1966 +                       |
| 33  | C-el   | ?          | ?   | 220 PS (600 V) | ?       | ?            | 1965/66 +                        |
| 41  | B-B-el | ?          | ?   | 700 PS (600 V) | ?       | ?            | 1965/66 +                        |
| 43  | B-B-el | ?          | ?   | 700 PS (600 V) | ?       | ?            | 1965/66 +                        |

### Diesellokomotiven
Nach der Umstellung der Werkbahn auf Dieseltraktion im Zuge eines internen „Modernisierungsprogramms“ wurde ab etwa 1954 ein neues Nummernschema eingeführt, bei dem für die Normalspur-Diesellokomotiven die Betriebsnummern 1–11 und 40–79 vorgesehen waren, während die Diesellokomotiven der Schmalspur-Werkbahn die Nummern 80–90 erhielten. Nach der Fusion der DHHU mit der Westfalenhütte im Jahre 1966 erhielten die Lokomotiven dreistellige Betriebsnummern. Einzelne vor 1966 an andere Werke des Konzerns abgegebene Lokomotiven erhielten neue Betriebsnummern außerhalb des zwei- oder dreistelligen Schemas.
Mit der Übernahme der Werkbahnen der Hoesch AG durch die Dortmunder Eisenbahn zum 1. Januar 1980, wurden die übernommenen Diesellokomotiven entsprechend dem dort verwendeten Nummernschema DE XXX umgezeichnet, wobei die zuvor vergebenen dreistelligen Nummern ansonsten zunächst beibehalten wurden.
| Nr.             | Bauart | Hersteller         | Typ         | Baujahr | Fabriknummer | bei der Hoesch AG in Betrieb bis |
| --------------- | ------ | ------------------ | ----------- | ------- | ------------ | --- |
| 1 (701/DE 701)  | C-dh   | Krauss-Maffei      | ML 700 C    | 1962    | 18846        | + 1997, 2016 i. E. Mosbach (Baden) |
| 2 (702/DE 702)  | C-dh   | Krauss-Maffei      | ML 700 C    | 1962    | 18847        | + 1999, 2016 i. E. Duisburg |
| 3 (703/DE 703)  | C-dh   | Krauss-Maffei      | ML 700 C    | 1962    | 18848        | + 1988, 200x i. E. Pisa |
| 4 (704/DE 704)  | C-dh   | Krauss-Maffei      | ML 700 C    | 1962    | 18849        | + 1997, 2007 i. E. Berlin |
| 5 (705/DE 705)  | C-dh   | Krauss-Maffei      | ML 700 C    | 1962    | 18850        | + 1999, Verbleib unbekannt |
| 6 (706/DE 706)  | C-dh   | Krauss-Maffei      | ML 700 C    | 1963    | 18988        | + 1988, 1988 i. E. Bologna |
| 7 (707/DE 707)  | C-dh   | Krauss-Maffei      | ML 700 C    | 1963    | 18989        | + 1997, 2005–2018 NEWAG GmbH & Co. KG, Oberhausen; 2018 angeboten über Dechow - Auktionen, Losnummer 425 |
| 8 (708/DE 708)  | C-dh   | Krauss-Maffei      | ML 700 C    | 1963    | 18990        | + 1998, ++ 2005 |
| 9 (709/DE 709)  | C-dh   | Krauss-Maffei      | ML 700 C    | 1963    | 18991        | + 1988, 2009 i. E. Latina |
| 10 (710/DE 710) | C-dh   | Krauss-Maffei      | ML 700 C    | 1963    | 18992        | + 1998, 2002 i. E. Altenbeken |
| 11 (711/DE 711) | C-dh   | Krauss-Maffei      | ML 700 C    | 1963    | 19085        | + 1988, 2000 i. E. Rom |
| 30 (361)        | C-dh   | Orenstein & Koppel | MC 14 N     | 1966    | 26578        | + 1979, 2004 i. E. bei So.Ge.Mar., Containerterminal |
| 31 (362/DE 362) | C-dh   | Orenstein & Koppel | MC 14 N     | 1966    | 26579        | + 1980 ++ 2004 |
| 40              | B-dh   | Orenstein & Koppel | MV 10       | 1962    | 26157        | + 1989 ++ 2013 |
| 41              | B-dh   | Orenstein & Koppel | MV 10       | 1962    | 26154        | 27.03.1962 Auslieferung an Hoesch AG, Westfalenhütte Dortmund „41“; vor 1966: an Hoesch Bergbau AG, Verbundbergwerk Emil-Fritz, Essen-Altenessen „M 5“; 01.01.1970 RAG - Ruhrkohle AG, Gladbeck „V 306“; 16.11.1982 an WLH - Westfälische Lokomotiv-Fabrik Hattingen Karl Reuschling GmbH & Co. KG, Hattingen [2. Besetzung] [Händler]; xx.11.1982 an Grillo-Werke AG, Duisburg „1“; 13.12.2002 Aufstellung auf Spielplatz, Lohstraße, Duisburg-Hamborn [07.2017 vh] |
| 42              | B-dh   | Orenstein & Koppel | MV 10       | 1961    | 26123        | + 2000, 2003 Schwerte vorhanden |
| 43              | B-dh   | Orenstein & Koppel | MV 10       | 1961    | 26122        | + ?, Verbleib unbekannt |
| 44              | B-dh   | Orenstein & Koppel | MV 10       | 1960    | 25982        | + 1966, 1983 Dortmund vorhanden, Verbleib unbekannt |
| 45              | B-dh   | Orenstein & Koppel | MV 10       | 1960    | 26104        | + 1982, 1983 vorhanden, ++ 198x |
| 46              | B-dh   | Orenstein & Koppel | MV 9        | 1958    | 25810        | + vor 1980, Verbleib unbekannt |
| 47 (222/DE 222) | B-dh   | Orenstein & Koppel | MV 9        | 1958    | 25825        | + 1980/81, Verbleib unbekannt |
| 48 (M 2)        | B-dh   | Orenstein & Koppel | MV 9        | 1958    | 25826        | + 196x, 20xx Schweiz vorhanden |
| 49 (221/DE 221) | B-dh   | Orenstein & Koppel | MV 9        | 1960    | 25958        | + 1982, 2017 i. E. Dortmund |
| (50)            | B-dm   | Orenstein & Koppel | MV 4 a      | 1954    | 25394        | + nach 1966, 199x i. E. Harpstedt |
| 51              | B-dh   | Orenstein & Koppel | MV 6 b      | 1956    | 25621        | Doppellok mit Nr. 52, + 1969, ++ 2010 |
| 52 (32)         | B-dh   | Orenstein & Koppel | MV 6 b      | 1956    | 25622        | Doppellok mit Nr. 51, + vor 1972, ++ 2010 |
| 53              | B-dh   | Orenstein & Koppel | MV 6 b      | 1956    | 25623        | + 1969, 2011 i. E, Wandlitz-Basdorf |
| 54 (141)        | B-dh   | Orenstein & Koppel | MV 6 b      | 1957    | 25762        | + nach 1986, 19xx Hoesch-Estel Rohr, Dortmund-Barop „141“; 19xx Mainische Feldbahnen, Schwerte; 199x Museumseisenbahn Paderborn MEP [Händler, 1993 vh]; 200x ETM Binz; vor 2004 Eisenbahnmuseum Prora/Rügen [09.2004, 07.2005, 04.2009 vh] |
| 55 (142)        | B-dh   | Orenstein & Koppel | MV 6 b      | 1957    | 25763        | + 1972, 2001 Radevormwald-Dahlhausen [2001 vh] |
| 56 (143)        | B-dh   | Orenstein & Koppel | MV 6 b      | 1957    | 25764        | + nach 1966; 09.1994 BLEFA-Felser GmbH, Attendorn „143“; vor 04.1998 Van Leer, Attendorn „1“ [04.1999 iE]; 2003-04 Greif Germany GmbH, Werk Köln; 7. Nov. 2007 Rheinisches Industriebahn Museum e.V. RIM, Köln-Nippes [2007 vh] |
| 57 (101)        | B-dh   | Orenstein & Koppel | MV 2 a      | 1956    | 25676        | + nach 1966, Verbleib unbekannt |
| 58 (102)        | B-dh   | Orenstein & Koppel | MV 2 a      | 1956    | 25677        | + nach 1966, ++ 19xx |
| 59              | B-dm   | Orenstein & Koppel | MV 3        | 1961    | 26115        | + nach 1964; 19xx FIAT, Waterloo [B] „103“ [08.2001 a vh in Locorem-Sclessin]; 200x Denkmal, Bf Sprimont [B] [08.2004 vh] |
| 60 (511)        | C-dh   | Krauss-Maffei      | ML 500 C    | 1954    | 17962        | + nach 1978, Verbleib unbekannt |
| 61 (512/2)      | C-dh   | Krauss-Maffei      | ML 500 C    | 1954    | 18145        | + 2005 ++ 2006 |
| 62 (513)        | C-dh   | Krauss-Maffei      | ML 500 C    | 1954    | 17964        | + 1978, Verbleib unbekannt (++ ?) |
| 63 (516)        | C-dh   | Krauss-Maffei      | ML 500 C    | 1956    | 18216        | + 1983, Verbleib unbekannt |
| 64 (517)        | C-dh   | Krauss-Maffei      | ML 500 C    | 1956    | 18311        | + 1985, Verbleib unbekannt |
| 65 (518)        | C-dh   | Krauss-Maffei      | ML 500 C    | 1956    | 18319        | + 1984, Verbleib unbekannt |
| 66 (519)        | C-dh   | Krauss-Maffei      | ML 500 C    | 1957    | 18358        | + 1985, Verbleib unbekannt |
| 67 (520)        | C-dh   | Krauss-Maffei      | ML 500 C    | 1957    | 18360        | + 1983, Verbleib unbekannt |
| 68 (521/DE 521) | C-dh   | Krauss-Maffei      | ML 500 C    | 1957    | 18361        | + 1983, erhalten (Kelheim) |
| 69 (522/DE 522) | C-dh   | Krauss-Maffei      | ML 500 C    | 1957    | 18441        | + 1983, Verbleib unbekannt |
| 70 (525/DE 525) | C-dh   | Krauss-Maffei      | ML 500 C    | 1958    | 18320        | + 1983, Verbleib unbekannt |
| 71 (526/DE 526) | C-dh   | Krauss-Maffei      | ML 500 C    | 1960    | 18725        | + 1983, Verbleib unbekannt |
| 74 (DE 74)      | 1A-bm  | FKF                | E 892       | 1962    | 12664        | + 1989, ++ 1989 nach Unfall |
| 721 (DE 721)    | D-dh   | Henschel           | DH 700 D    | 1960    | 26589        | neu an Dortmund-Hörder Hüttenunion AG, Dortmund-Hörde, DHHU „192“; 1. Januar 1966 Hoesch Hüttenwerke AG, Dortmund „721“ [Fusion von DHHU und Westfalenhütte]; 1. Januar 1980 Dortmunder Eisenbahn GmbH, Dortmund „DE 721“ [Zusammenschluß von Hoesch-Werksbahn und städtischer Hafenbahn]; 02.1981 an Mec-Gas, Cremona [I] [über WBB, Hattingen]; 1984 an Crivellaro, Venezia [I]; 19xx an Fer 80 srL, Milano [I] „L 2“; 2002 an Valsecchi Armamento Ferroviario S.r.l., Eupilio [I] „T 2067“ |
| 722 (DE 722)    | D-dh   | Henschel           | DH 700 D    | 1960    | 26590        | neu an Dortmund-Hörder Hüttenunion AG, Dortmund-Hörde, DHHU „192“; 1. Januar 1966 Hoesch Hüttenwerke AG, Dortmund „722“ [Fusion von DHHU und Westfalenhütte]; 1. Januar 1980 Dortmunder Eisenbahn GmbH, Dortmund „DE 722“ [Zusammenschluß von Hoesch-Werksbahn und städtischer Hafenbahn]; 30. April 1981 an Unbekannt [I] [über HSI - Handels- und Industriebedarf, Recklinghausen]; 19xx an Liquigas, Cremona [I]; nach 1995 an C.E.M.E.S. S.p.A. (Costruzioni - Elettroferroviarie - Meccaniche - Edili - Stradali), Pisa [I] „Tk 1685“; 200x an Ing. De Aloe Costruzioni S.r.l., Brescia [I] „D D FMT MI 7066 F“ [12.2009 in Caldonazzo vh] |
| 751 (DE 751)    | C      | Orenstein & Koppel | MC 700 N    | 1976    | 26817        | bei Dortmunder Eisenbahn i. E. |
| 752 (DE 752)    | C      | Orenstein & Koppel | MC 700 N    | 1976    | 26818        | bei Dortmunder Eisenbahn i. E. |
| 802 (DE 802)    | B'B'   | Henschel           | DHG 1200 BB | 1975    | 31951        | bei Dortmunder Eisenbahn i. E. |
| 803 (DE 803)    | B'B'   | Henschel           | DHG 1200 BB | 1975    | 31952        | bei Dortmunder Eisenbahn i. E. |
| 804 (DE 804)    | B'B'   | Orenstein & Koppel | MBB 1200 NN | 1975    | 26814        | bei Dortmunder Eisenbahn i. E. |